# Minuartia turcomanica
Minuartia turcomanica là loài thực vật có hoa thuộc họ Cẩm chướng. Loài này được Schischk. mô tả khoa học đầu tiên.